# Jörg Stiel
Jörg Stiel (Baden, 3 maart 1968) is een voormalig voetbaldoelman met de Zwitserse nationaliteit. Hij beëindigde zijn loopbaan in 2004 bij Borussia Mönchengladbach.

## Interlandcarrière
Stiel speelde in totaal 21 officiële interlands voor Zwitserland. Onder leiding van toenmalig bondscoach Enzo Trossero maakte hij zijn debuut op 15 november 2000 in de vriendschappelijke wedstrijd in Tunis tegen Tunesië (1-1), net als Dario Rota (FC Lugano) en André Muff (FC Basel). Hij verdrong Marco Pascolo in 2001 uit de basis bij de Zwitsers.

## Erelijst
FC St. Gallen
- Zwitsers landskampioen

2000